# Aircel Chennai Open 2011
L'Aircel Chennai Open 2011 è stato un torneo di tennis giocato sul cemento. È stata la 16ª edizione del torneo che fa parte dell'ATP World Tour 250 series nell'ambito dell'ATP World Tour 2011. Si è giocato nell'impianto di SDAT Tennis Stadium di Chennai, nella regione del Tamil Nadu in India, dal 3 al 9 gennaio 2011.

## Partecipanti

### Teste di serie
| Nazionalità | Giocatore        | Ranking | Testa di serie* |
| ----------- | ---------------- | ------- | --------------- |
| Rep. Ceca   | Tomáš Berdych    | 6       | 1               |
| Croazia     | Marin Čilić      | 14      | 2               |
| Svizzera    | Stan Wawrinka    | 21      | 3               |
| Francia     | Richard Gasquet  | 30      | 4               |
| Francia     | Jérémy Chardy    | 45      | 5               |
| Serbia      | Janko Tipsarević | 49      | 6               |
| Paesi Bassi | Robin Haase      | 59      | 7               |
| Belgio      | Xavier Malisse   | 61      | 8               |

* Le teste di serie sono basate sul ranking al 27 dicembre 2010.

### Altri partecipanti
I seguenti giocatori hanno ricevuto una wildcard per il tabellone principale:
- Yuki Bhambri
- Rohan Bopanna
- Stan Wawrinka

I seguenti giocatori sono passati dalle qualificazioni:

- David Goffin
- Édouard Roger-Vasselin
- Aleksandr Kudrjavcev
- Yūichi Sugita

## Campioni

### Singolare
Stan Wawrinka ha battuto in finale  Xavier Malisse 7–5, 4–6, 6–1
- È il 1º titolo dell'anno per Wawrinka, il 3° della sua carriera

### Doppio
Mahesh Bhupathi /  Leander Paes hanno battuto in finale  Robin Haase /  David Martin, 6–2, 6(3)–7, [10–7]